# Compuesto de organoníquel

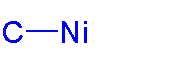
Enlace carbono-níquel, típico de los compuestos de organoníquel.

Los compuestos de organoníquel son compuestos químicos que contienen enlaces químicos entre átomos de carbono y de níquel. La química de organoníquel es una rama de la química organometálica que se ocupa de las propiedades químicas y la reactividad de los compuestos orgánicos de níquel. Se utilizan como catalizadores, como componentes básicos en química orgánica y en la técnica de deposición química de vapor. Los compuestos de organoníquel también son de intermediarios de corta duración en algunas reacciones orgánicas. 

Tetracarbonilo de níquel (0)

El primer compuesto de organoníquel sintetizado fue el tetracarbonilo de níquel Ni(CO)4, en 1890, y rápidamente se empezó a utilizar en el proceso Mond para la purificación del níquel. Los complejos de organoníquel ocupan un lugar destacado en numerosos procesos industriales, incluyendo carbonilaciones, hidrocianuración, y el proceso SHOP (Shell Higher-Olefin Process) de oligomerización de etileno en α-olefinas.

## Introducción
Los compuestos de organoníquel poseen estado de oxidación 0 o 2. La semejanza con los compuestos de organopaladio no es grande, aunque ambos metales sufren reacciones que implican etapas de eliminación reductiva y reacciones de adición oxidativa.

### Complejos Ni-alqueno
Existen muchos complejos de níquel coordinados con un alqueno. En estos compuestos, el átomo de níquel tiene formalmente valencia cero Ni0 y la unión se describe con el modelo Dewar-Chatt-Duncanson. Un ejemplo común es el bis(ciclooctadieno)níquel (0) (Ni(COD)2), que contiene dos ligandos ciclooctadieno. Se trata de un compuesto con 18 electrones de valencia con 10 electrones proporcionados por el níquel en sí, y los 4x2=8 electrones adicionales suministrado por los dobles enlaces. Este sólido, que funde a 60 °C, se utiliza como catalizador.

### Complejos de alilníquel
Los haluros de alilo reaccionan con el Ni(CO)4 para formar complejos de pi-alilo, (alil)2Ni2Cl2. Estos compuestos, a su vez son fuentes de alilo nucleófilos. En (alil)2Ni2Cl2 y en (alil)Ni(C5H5), al níquel se le asigna un número de oxidación 2, y el número de electrones es de 16 y 18, respectivamente.

### Niqueloceno
El niqueloceno NiCp2 con Ni en estado de oxidación +2, y con 20 electrones de valencia, es el principal metaloceno de níquel. Puede ser oxidado por un electrón. En cambio, no se conocen los análogos paladoceno y platinoceno.

### Complejos de níquel-carbeno
El níquel forma complejos metal de transición-carbeno, que formalmente poseen enlaces dobles C = Ni.

### Compuestos de níquel con 12 electrones de valencia
Los compuestos de níquel del tipo NiR2 también existen con sólo 12 electrones de valencia. Sin embargo, en disolución, las moléculas de disolvente siempre interactúan con el átomo metálico para aumentar el número de electrones. Un compuesto real con 12 electrones de valencia es el di(mesitil)níquel formado a partir de (alil)2Ni2Br2 y el correspondiente reactivo de Grignard.

## Reacciones

### Oligomerizaciones de alquenos / alquinos
Los compuestos de níquel catalizan la oligomerización de alquenos y alquinos. Esta propiedad salió a la luz como parte del desarrollo de la catálisis Ziegler-Natta en la década de 1950. Se encontró que las impurezas de níquel procedente de un autoclave inhibían la reacción de propagación (Aufbau) en favor de la reacción de terminación con un alqueno terminal: la polimerización de etileno simplemente se detenía formando 1-buteno. Este llamado efecto níquel impulsó la búsqueda de otro catalizador capaz de dar esta reacción que resultó en el descubrimiento de nuevos catalizadores que realmente formaba polímeros de alto peso molecular (la actual catálisis de Ziegler-Natta).
Una aplicación práctica de oligomerización de alquinos es la síntesis de Reppe, por ejemplo, en la síntesis del ciclooctatetraeno:
Esta es una cicloadición [2+2+2+2] formal. La oligomerización del butadieno con etileno para dar trans-1,4-hexadieno fue un proceso industrial en su tiempo.
Las cicloadiciones [2+2+2] formales también tienen lugar en una trimerización de alquinos. Este trimerización se puede ampliar con la inclusión de bencino. El bencino se genera in situ a partir de un compuesto de benceno con sustituyentes triflato y trimetilsilil en posiciones orto- y reacciona con un di-ino como el 1,7-octadiino y con un sistema bromuro de níquel (II) / catalizador de zinc (NiBr2 bis(difenilfosfino)etano / Zn) para dar el correspondiente derivado de la naftalina.
En el ciclo catalítico, el zinc elemental sirve para reducir el níquel (II) al níquel (0) al cual se pueden coordinar dos enlaces alquino. Una etapa de ciclometalación es el paso siguiente al intermedio níquelciclopentadieno y luego la coordinación del bencino, que da un reacción de inserción C-H que forma el compuesto níquelciclopentatrieno. La eliminación reductiva libera el compuesto tetrahidroantraceno.
La formación de compuestos de organoníquel en este tipo de reacciones no siempre es evidente, pero en un experimento cuidadosamente diseñado se formaron de modo cuantitativo dos de tales productos intermedios.
Se observó en un estudio que esta reacción sólo funciona con el propio acetileno o con alquinos simples debido a la mala regioselectividad. A partir de un alquino terminal son posibles 7 isómeros que posiblemente difieren en la posición de los sustituyentes o las posiciones del doble enlace. Una estrategia para solucionar este problema emplea ciertos diinos: 
Las condiciones de la reacción seleccionada también reducen al mínimo la cantidad formada del producto de cicloadición 2+2+2 competitivo del correspondiente areno de sustitución. 

### Reacciones de acoplamiento
Los compuestos de níquel producen reacciones de acoplamiento entre haluros de alilo y arilo. Otras reacciones de acoplamiento en las que participa el níquel en cantidades catalíticas son el acoplamiento de Kumada y acoplamiento de Negishi.

### Carbonilación catalizada por Ni
El níquel cataliza la adición de monóxido de carbono a los alquenos y alquinos. La producción industrial de ácido acrílico en su momento consistía en la combinación de acetileno, monóxido de carbono y agua a 40-55 atm y 160-200 °C con bromuro de níquel (II) y un haluro de cobre.

## Enlaces químicos del carbono con el resto de átomos
| CH  |     |     |     |     |     |     |     |     |     |     |     |     |     |     |     |     |     | He  |
| CLi | CBe |     |     |     |     |     |     |     |     |     |     | CB  | CC  | CN  | CO  | CO  | CF  | Ne  |
| CNa | CMg |     |     |     |     |     |     |     |     |     |     | CAl | CSi | CP  | CS  | CS  | CCl | CAr |
| CK  | CCa | CSc | CTi | CV  | CCr | CMn | CFe | CCo | CNi | CCu | CZn | CGa | CGe | CAs | CSe | CSe | CBr | CKr |
| CRb | CSr | CY  | CZr | CNb | CMo | CTc | CRu | CRh | CPd | CAg | CCd | CIn | CSn | CSb | CTe | CTe | CI  | CXe |
| CCs | CBa |     | CHf | CTa | CW  | CRe | COs | CIr | CPt | CAu | CHg | CTl | CPb | CBi | CPo | CPo | CAt | Rn  |
| Fr  | CRa | Rf  | Db  | CSg | Bh  | Hs  | Mt  | Ds  | Rg  | Cn  | Nh  | Fl  | Mc  | Lv  | Lv  | Ts  | Og  |     |
|     |     | ↓   |     |     |     |     |     |     |     |     |     |     |     |     |     |     |     |     |
|     |     | CLa | CCe | CPr | CNd | CPm | CSm | CEu | CGd | CTb | CDy | CHo | CEr | CTm | CYb | CYb | CLu |     |
|     |     | Ac  | CTh | CPa | CU  | CNp | CPu | CAm | CCm | CBk | CCf | CEs | Fm  | Md  | No  | No  | Lr  |     |

| Química orgánica básica.                        | Muchos usos en Química.           |
| Investigación académica, pero no un amplio uso. | Enlace desconocido / no evaluado. |